# Xã Pleasant, Quận Van Wert, Ohio
Xã Pleasant (tiếng Anh: Pleasant Township) là một xã thuộc quận Van Wert, tiểu bang Ohio, Hoa Kỳ. Năm 2010, dân số của xã này là 10.716 người.